# Robin Schoenaker
Robin Schoenaker (Arnhem, 23 augustus 1995) is een Nederlandse handballer die sinds 2018 bij het Belgische Sporting Pelt speelt. Hiervoor speelde hij bij AHV Swift, dat later fuseerde tot DFS Arnhem. In 2021 speelde Schoenmakers voor een halfjaar bij het Duitse HSG Krefeld.
Schoemaker maakte zijn debuut in het Nederlands handbalteam op 11 april 2019 tijdens een EK-kwalificatiewedstrijd tegen Slovenië.